# پائولا پیگنی
پائولا پیگنی (انگلیسی: Paola Pigni; ۳۰ دسامبر ۱۹۴۵ – ۱۱ ژوئن ۲۰۲۱) دونده اهل ایتالیا بود.